# Йекель, Карл
Карл Йекель (нем. Karl Jäckel; 20 декабря 1912, Гладбек, Вестфалия — 7 декабря 1984, там же) — немецкий подводник, обер-штурман (1944 год).

## Биография
В апреле 1937 года поступил на службу в ВМФ. В апреле 1940 года назначен штурманом на подлодку U-29 (командир Отто Шухарт), на которой совершил 4 похода, проведя в море в общей сложности 129 суток.
С октября 1941 по июнь 1943 года — штурман на подлодке U-160 (командир Георг Лассен, 4 похода, 321 сутки в море), с мая 1944 по май 1945 года — на подлодке U-907 (2 похода, 86 суток в море).
8 мая 1945 года последним среди подводником Германии был награждён Рыцарским крестом Железного креста, это единственное оспариваемое награждение.